# Coristanco
Coristanco ist eine spanische Gemeinde in der Autonomen Gemeinschaft Galicien. Coristanco ist auch eine Stadt und eine Parroquia. Der Verwaltungssitz der Gemeinde ist San Roque. Die 5.744 Einwohner (Stand: 2024), leben auf einer Fläche von 141,28 km², 39 km von der Provinzhauptstadt A Coruña entfernt.

## Bevölkerungsentwicklung der Gemeinde
Quelle: INE-Archiv – grafische Aufarbeitung für Wikipedia

## Gemeindegliederung
Die Gemeinde Coristanco ist in 15 Parroquias gegliedert:
| Parroquias           | Patrozinium  | Einwohner 2024 | Fläche km² | Dichte Einw./km² | Höhe msnm | Ortskennzahl |
| -------------------- | ------------ | -------------- | ---------- | ---------------- | --------- | ------------ |
| A Agualada           | San Lourenzo | 477            | 6,67       | 72               | 313       | 15029010000  |
| Cereo                | Santa María  | 274            | 7,96       | 34               | 128       | 15029030000  |
| Coristanco           | San Paio     | 786            | 9,24       | 85               | 119       | 15029040000  |
| Couso                | San Miguel   | 255            | 15,50      | 16               | 297       | 15029050000  |
| Cuns                 | San Vicenzo  | 209            | 11,98      | 17               | 286       | 15029060000  |
| Erbecedo             | San Salvador | 600            | 20,61      | 29               | 159       | 15029070000  |
| Ferreira             | Santa María  | 146            | 4,74       | 31               | 262       | 15029080000  |
| Oca                  | San Martiño  | 464            | 4,71       | 99               | 115       | 15029090000  |
| San Xusto            | San Xián     | 165            | 4,23       | 39               | 123       | 15029100000  |
| Santa Baia de Castro | Santa Baia   | 235            | 8,72       | 27               | 175       | 15029020000  |
| Seavia               | San Mamede   | 747            | 23,61      | 32               | 186       | 15029110000  |
| Traba                | Santa María  | 761            | 4,90       | 155              | 126       | 15029120000  |
| Valenza              | San Pedro    | 301            | 8,63       | 35               | 145       | 15029130000  |
| Verdes               | Santo Adrán  | 51             | 3,59       | 14               | 69        | 15029140000  |
| Xaviña               | San Tomé     | 308            | 5,95       | 52               | 148       | 15029150000  |

## Wirtschaft
| Ackerbau, Viehzucht und Fischerei                                                  | 0180  | 09,12  |
| Industrie                                                                          | 0381  | 019,31 |
| Bauwirtschaft                                                                      | 0362  | 018,35 |
| Dienstleistungsbetriebe                                                            | 1.050 | 053,22 |
| Total                                                                              | 1.973 | 100,00 |
| * Daten aus dem Statistischen Amt für Wirtschaftliche Entwicklung in Galicien, IGE |       |        |

## Persönlichkeiten
- Angeliño (* 1997), Fußballspieler